# تاريخ سردينيا
لأرض سردينيا تاريخ قديم (يمتد منذ العصر الحجري القديم السفلي) والذي كان مليئا بالأحداث والتطورات. وعرفت هذه المنطقة بعدم الاستقرار والهجرة البشرية منها. وقد غزاها المسلمون أكثر من مرة دون فتحها في العهد الأموي والعباسي.

## عصور ما قبل التاريخ

### العصر الحجري القديم والعصر الحجري

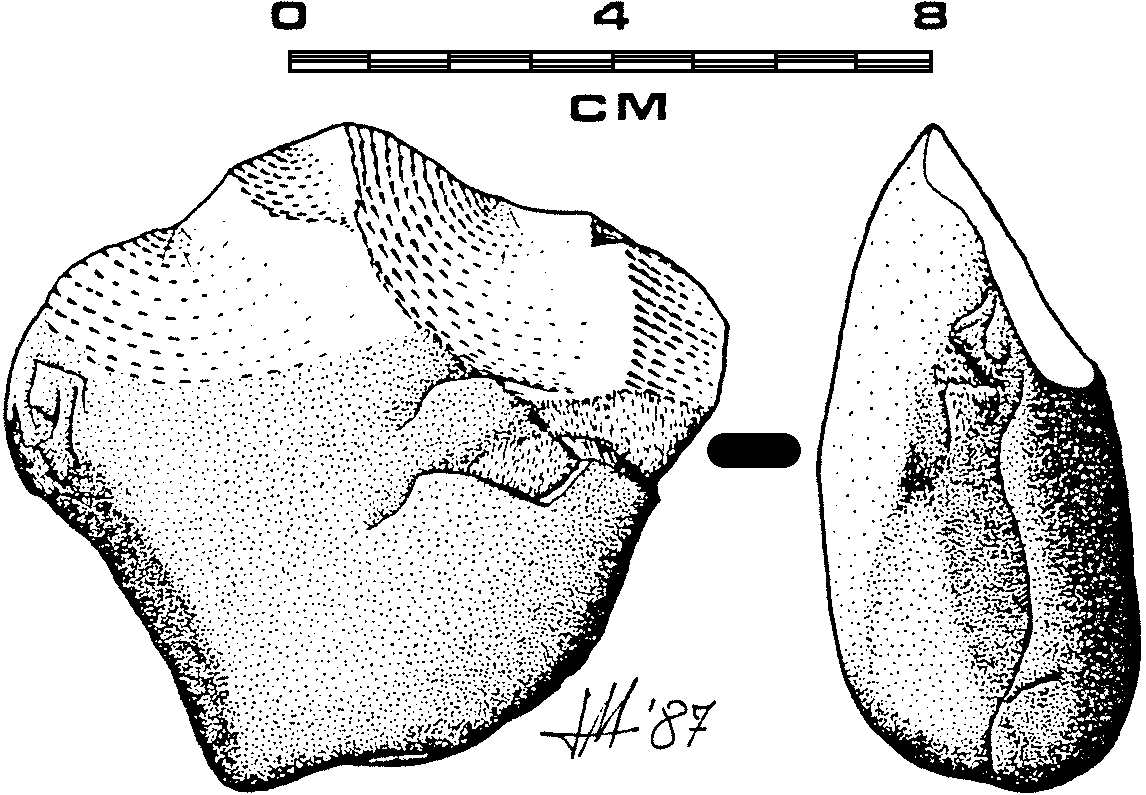
مثال على حصاة منحوتة من أشولينية الإسباني.

سمحت الحفريات التي أجريت في أولينا، في مقاطعة نورو، داخل كهف كوربيدو (الذي أطلق عليه نسبة إلى لصوص سردينيا جيوفاني كوربيدو ساليس)، بتسليط الضوء على بقايا بشرية في طبقة يعود تاريخها إلى العصر الحجري القديم الأعلى. وألفية 10 ق.م، ولكن لم يتم تأريخ العظام بشكل مباشر والتي يعتبرها العديد من الباحثين أحدث، يرجع تاريخها إلى العصر الحجري الوسيط أو العصر الحجري الحديث. كشفت الأبحاث التي اجريت عام 2020 أن تاريخ أقدم بقايا بشرية معروفة في سردينيا يعود إلى حوالي 20000 عام.